# Gauliga Osthannover
De Gauliga Osthannover was een van de Gauliga's, die in het leven werd geroepen tijdens de Tweede Wereldoorlog. De Gauliga Niedersachsen werd om oorlogsredenen opgedoekt in 1942 en vervangen door de kleinere Gauliga's Gauliga Südhannover-Braunschweig, Weser-Ems en in 1943 kwam er ook nog eens de Gauliga Osthannover bij. WSV Celle werd kampioen in 1944. Het tweede seizoen 1944/45 werd in oktober 1944 stopgezet toen er nog maar een handvol wedstrijden gespeeld waren. 

## Kampioenen
- 1944 - WSV Celle

1933/34 · 1934/35 · 1935/36 · 1936/37 · 1937/38 · 1938/39 · 1939/40 · 1940/41 · 1941/42

Gauliga Südhannover-Braunschweig: 1942/43 · 1943/44 · 1944/45

Gauliga Weser-Ems: 1942/43 · 1943/44 · 1944/45

Gauliga Osthannover: 1943/44 · 1944/45
Originele Gauliga's: Baden · Bayern · Berlin-Brandenburg · Hessen · Mitte · Mittelrhein · Niederrhein · Niedersachsen · Nordmark · Ostpreußen · Pommern · Sachsen · Schlesien · Südwest-Mainhessen · Westfalen · Württemberg

Gauliga's na 1939: Hamburg · Hessen-Nassau · Köln-Aachen · Kurhessen · Mecklenburg · Moselland · Niederschlesien · Oberschlesien · Osthannover · Schleswig-Holstein · Südhannover-Braunschweig · Weser-Ems · Westmark

Gauliga's in bezette gebieden: Böhmen und Mähren · Danzig-Westpreußen · Elsaß · Generalgouvernement · Sudetenland · Ostmark · Wartheland